# San Miguel Aloápam
San Miguel Aloápam es una localidad del estado mexicano de Oaxaca. Es cabecera del municipio de San Miguel Aloápam.

## Demografía
| Censo | Población |
| ----- | --------- |
| 1900  | 603       |
| 1910  | 689       |
| 1921  | 553       |
| 1930  | 700       |
| 1940  | 664       |
| 1950  | 844       |
| 1960  | 960       |
| 1970  | 1052      |
| 1980  | 1401      |
| 1990  | 1813      |
| 1995  | 1530      |
| 2000  | 1800      |
| 2005  | 1948      |
| 2010  | 1680      |
| 2020  | 1605      |